# Mahnmal KZ-Transport 1945

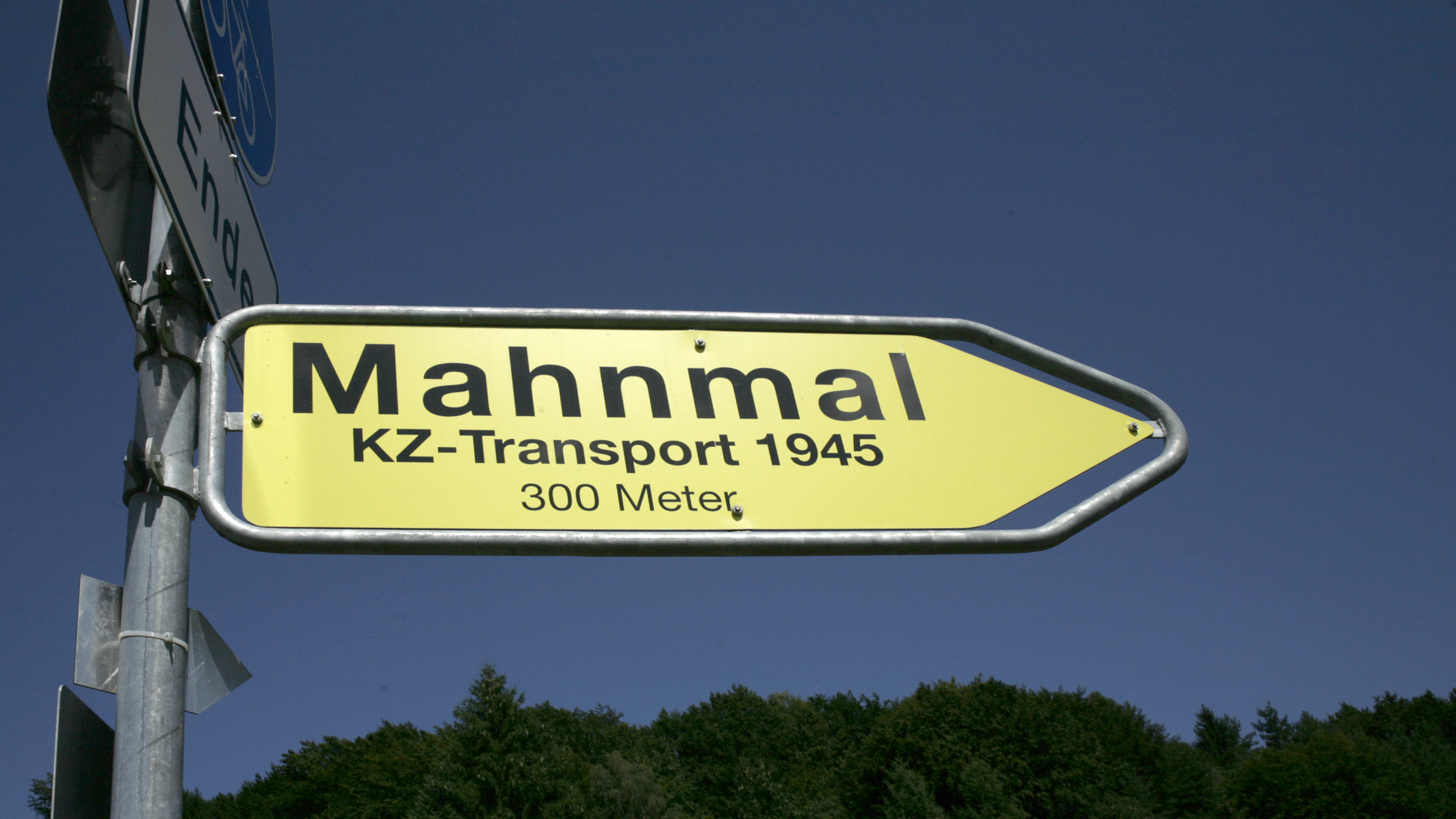
Wegweiser zum Mahnmal

Das Mahnmal KZ-Transport 1945 befindet sich in Nammering-Föhrenweg, einem Ortsteil der niederbayerischen Gemeinde Fürstenstein im Landkreis Passau. 

## Ereignisse im April 1945
Das Mahnmal in Nammering erinnert an den später so bezeichneten „Todeszug aus Buchenwald“, ein Endphaseverbrechen der Nationalsozialisten. Am 7. April 1945 begann dieser aus 54 Güterwaggons bestehende Gefangenentransport mit KZ-Häftlingen die Fahrt im KZ Buchenwald, mit Ziel KZ Dachau. Aufgrund fortgeschrittener Kriegshandlungen musste der Zug umgeleitet werden. 
Am 19. April 1945 erreichte der Eisenbahntransport unter dem Befehl von SS-Obersturmführer Hans Merbach nach zwölftägiger Fahrt den Bahnhof Nammering an der Vorwaldbahn. Da kurz zuvor auf der Strecke ein Wehrmachts-Transport entgleist war (eine gepanzerte Lokomotive war die Böschung hinuntergestürzt und hatte dabei das Gleis beschädigt), konnte der Transport mehrere Tage lang nicht weiterfahren. 
Bei dem fünftägigen Aufenthalt des Gefangenentransportes im Bahnhof Nammering kamen 794 Häftlinge ums Leben. Sie verhungerten, starben an Kälte oder Erschöpfung, oder wurden von der SS erschlagen oder erschossen. Ohne die Hilfe des zuständigen Pfarrers Johann Bergmann aus Aicha vorm Wald, der Lebensmittelspenden trotz Bedrohungen organisierte, wären es noch mehr Tote gewesen. 270 Häftlinge, die bereits während des Transportes verstorben waren, wurden auf Anweisung der SS bei Nammering im Renholdinger Steinbruch verbrannt, weitere 524 Tote wurden in einer Sumpfwiese (Totenwiese) begraben.

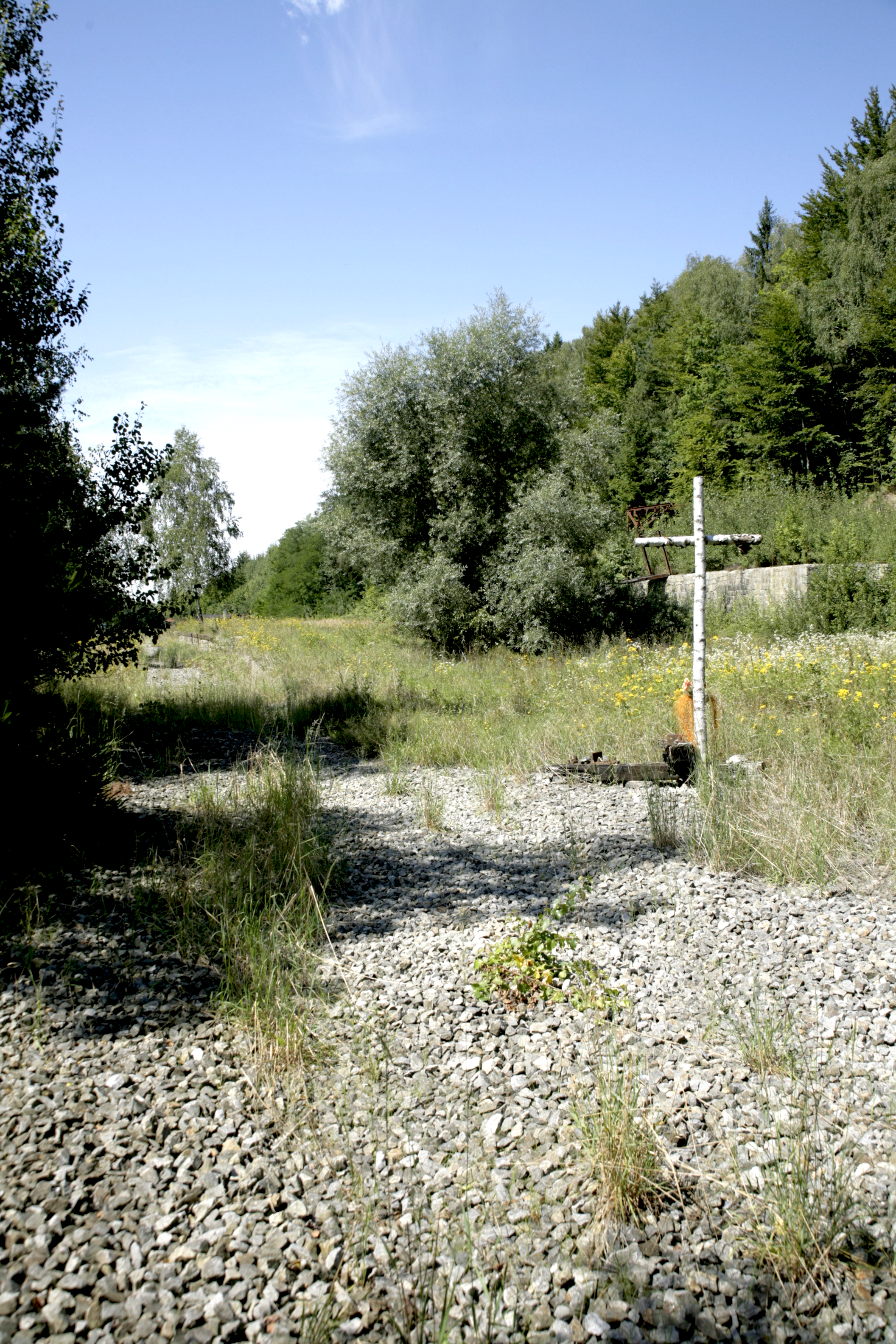
Das ehemalige Bahngelände bei Nammering

Der Zug fuhr schließlich am 24. April weiter über Passau, Pocking und München und erreichte Dachau am 28. April. Dort kamen nur 816 Personen des Gefangenentransports lebend an, im Zug zählte man 2.310 Todesopfer im Konzentrationslager Dachau.

## Bestattungen nach Kriegsende
Nach der Befreiung Deutschlands durch die US-Amerikaner wurde das Massengrab auf der Totenwiese bei Nammering erst nach drei Wochen entdeckt. Die Amerikaner befahlen, die halbverwesten Leichen auszugraben und in Reihen auszulegen. Dann musste die gesamte Bevölkerung an den Toten vorbeigehen. 
Auf Anweisung der amerikanischen Truppen musste anschließend für jede Leiche ein Sarg und ein Grabkreuz bereitgestellt werden. Die Opfer wurden in fünf Friedhöfen der Umgebung bestattet: 171 Tote auf einer Wiese im Ort Eging, 92 Tote am Ortsfriedhof von Fürstenstein, 43 Tote auf einer Wiese im Ort Nammering, 104 Tote auf einer Wiese im Dorf Renholding, und 113 Tote auf einer Wiese in der „unteren Hofmark“ von Aicha vorm Wald.

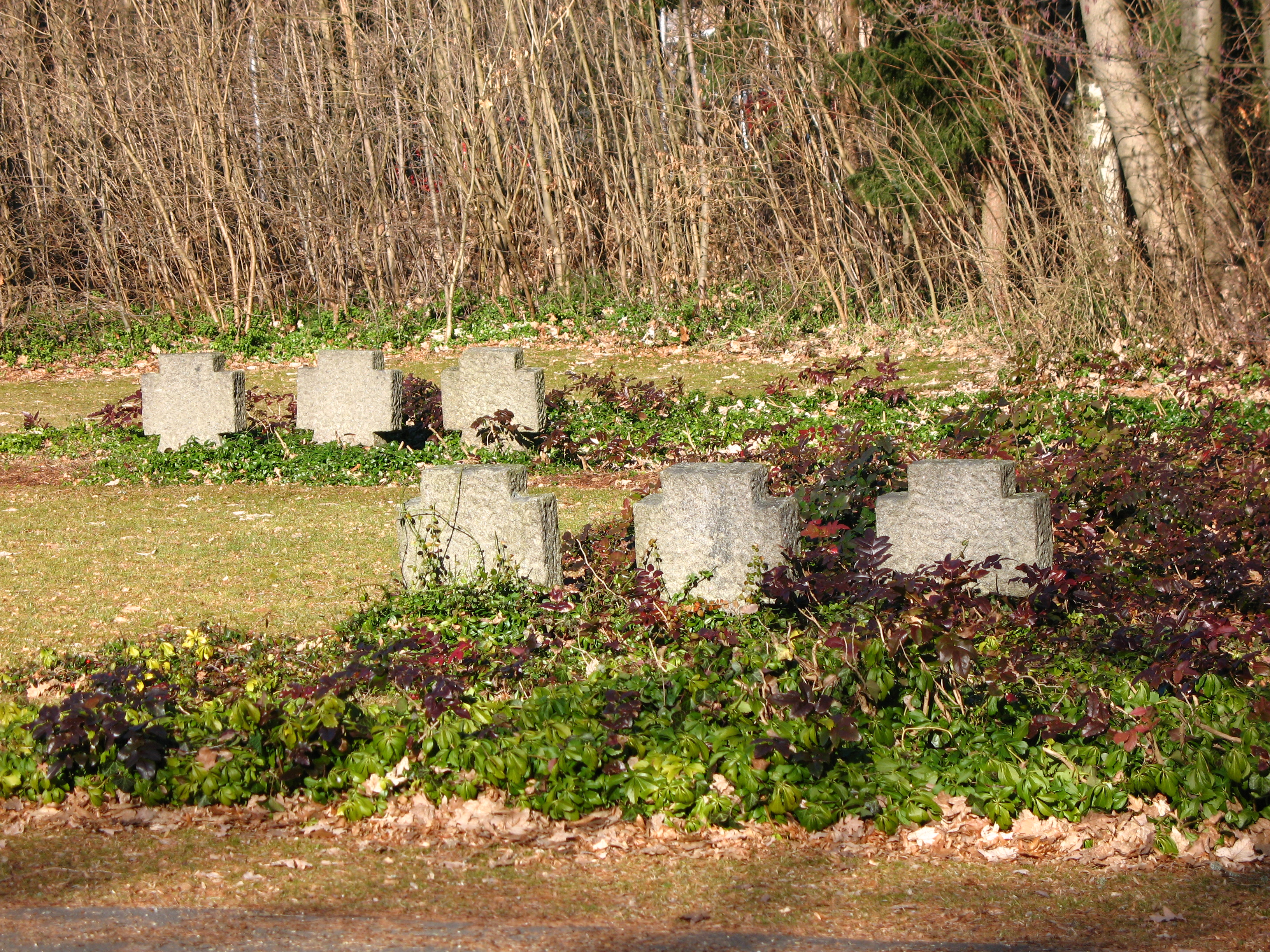
Steinkreuze auf dem Ehrenfriedhof der KZ-Gedenkstätte Flossenbürg

1958 kam es zu einer umfassenden Neuordnung der Friedhöfe, bei der alle bisher in Nammering, Renholding und Aicha vorm Wald bestatteten Opfer exhumiert und auf den Sammelfriedhof der KZ-Gedenkstätte Flossenbürg umgebettet wurden. Von den 92 in Fürstenstein begrabenen Opfern wurden 33 nach Flossenbürg umgebettet, 20 Leichen wurden nach Frankreich und Italien überführt und 39 verblieben auf dem Ortsfriedhof von Fürstenstein. Die 171 in Eging begrabenen Opfer verblieben dort. Die geräumten Friedhöfe in Nammering, Renholding und Aicha vorm Wald wurden aufgelöst.
Der Bahnhof Nammering an der ehemaligen Bahnstrecke Deggendorf–Kalteneck wurde inzwischen aufgelassen. Auf dem ehemaligen Bahngelände steht heute ein Gedenkkreuz.

## Gedenken

### Gedenkstätte von 1984

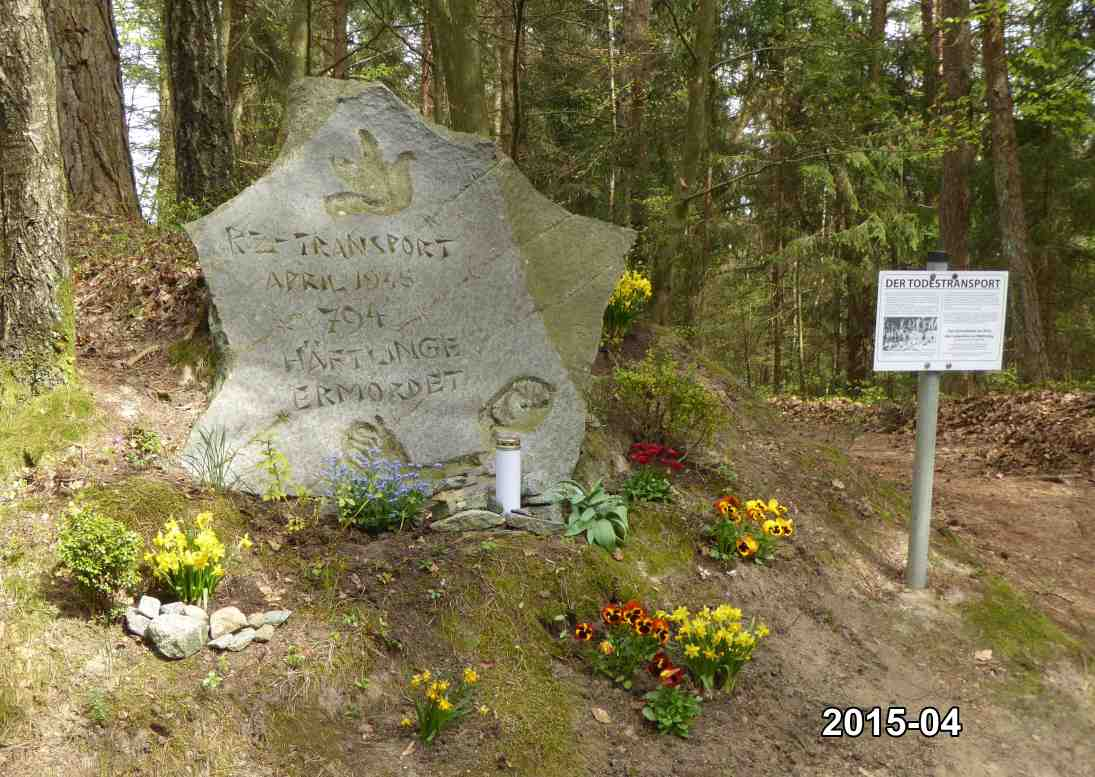
Mahnmal von 1984 – liegt im Wald

1984 errichtete man eine Gedenkstätte zum Gedenken an die Opfer verschiedener Nationalitäten des Evakuierungszuges aus Buchenwald. Das am 21. April 1985 eingeweihte Mahnmal liegt außerhalb des Ortes etwa 300 Meter von der Hauptstraße nach Fürstenstein entfernt. Der Gedenkstein trägt die Aufschrift „KZ-Transport April 1945 – 794 Häftlinge ermordet“.

### Gedenkstätte von 2005

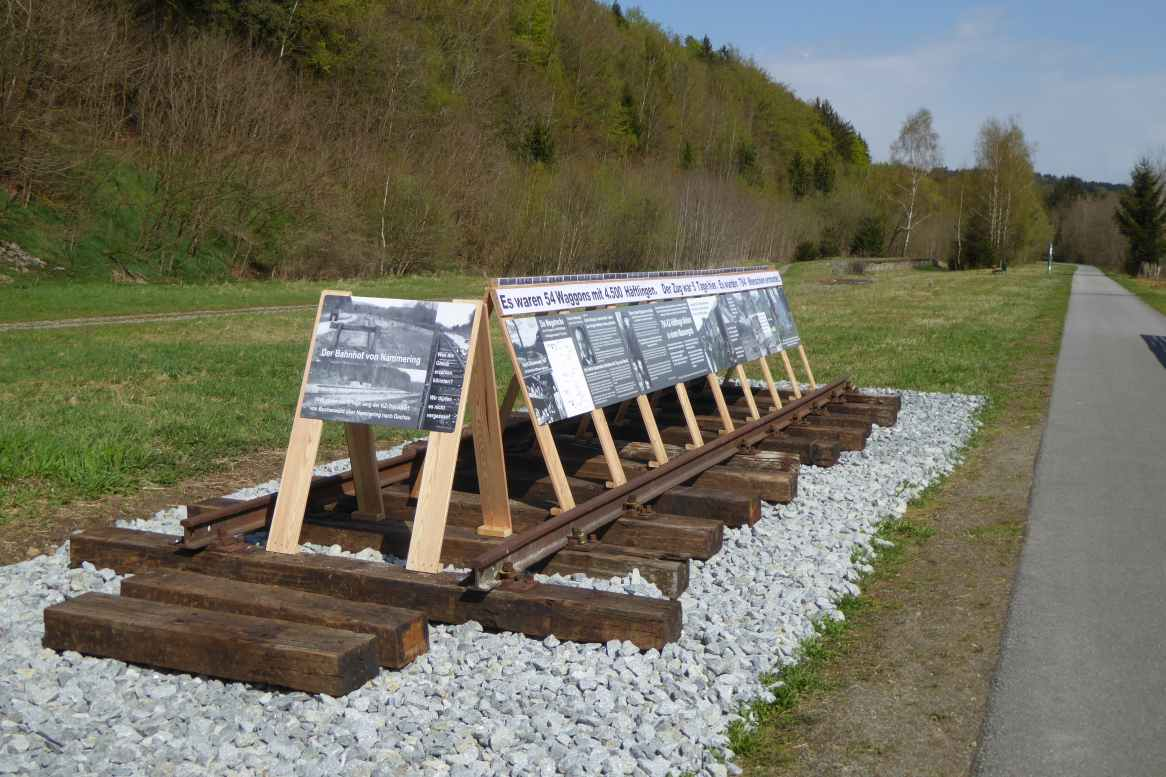
Das Gleis soll erzählen und andeuten, dass hier ein Bahnhof war, heute ein Fahrradweg

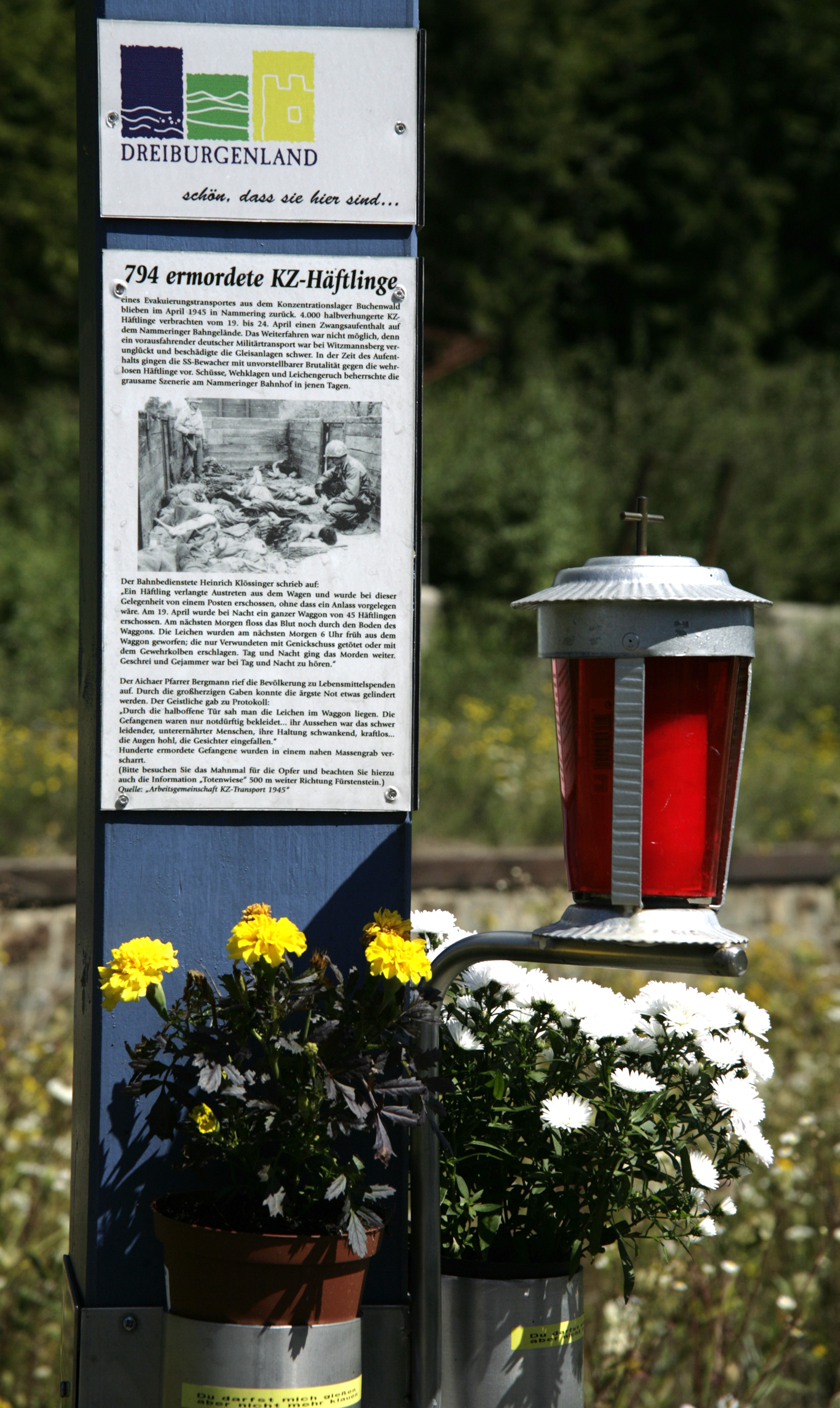
Hinweistafel zum Mahnmal

2005 wurde eine neue Gedenkstätte ungefähr 300 Meter östlich der Staatsstraße 2127 an der Stelle errichtet, an der der Transport 1945 für fünf Tage zu stehen kam. Die Gestaltung des Mahnmals als „Gleis der Erinnerung“ soll daran erinnern, dass dort, wo jetzt ein Fahrradweg verläuft, einst ein Bahnhof war.
Am 24. April 2005 wurde anlässlich des 60. Jahrestages der Ermordung von 794 Häftlingen am beschriebenen Bahngelände in Nammering eine Gedenkfeier im Beisein Überlebender des Evakuierungszuges sowie Abgeordneter des Deutschen Bundestages, des Bayerischen Landtages, der Bayerischen Staatsregierung, Vertreter der Kirchen und Kommunalpolitik und der Bevölkerung für das „größte […] schrecklichste Kriegsverbrechen in Niederbayern“ abgehalten.

### Gedenkstein der IG Metall
Im Rahmen einer Gedenkfeier am 19. April 2015 zum 70. Jahrestages des Transportes wurde zudem durch die IG Metall ein weiterer Gedenkstein für die ermordeten Gewerkschaftsmitglieder des Zuges aufgestellt. Seit diesem Zeitpunkt präsentiert der Arbeitskreis KZ-Transport 1945 eine Dauer-Ausstellung mit den Geschehnissen aus 1945 entlang des Donau-Ilz-Radwegs.